# Quân khu Nam (Liên bang Nga)
Quân khu Nam (tiếng Nga: Южный военный округ) là một trong năm quân khu của Lực lượng Vũ trang Liên bang Nga, chịu trách nhiệm bảo vệ khu vực tây nam của đất nước (bao gồm Vùng liên bang Phía Nam và Vùng liên bang Bắc Kavkaz) và các căn cứ của Nga ở các quốc gia hậu Xô Viết ở Nam Kavkaz. Bộ tư lệnh Quân khu đóng ở thành phố Rostov trên sông Đông. Tư lệnh hiện tại là Thượng tướng Alexander Semyonovich Sanchik.
Quân khu Nam được thành lập như một phần của cuộc cải cách quân sự năm 2008 và được thành lập theo Nghị định của Tổng thống số 1144 ký ngày 20 tháng 9 năm 2010 để thay thế Quân khu Bắc Kavkaz và tiếp thu các chỉ huy quân sự của Hạm đội Biển Đen và Hải đội Caspi.
Quân khu Nam là quân khu nhỏ nhất ở Nga xét theo quy mô địa lý, bao gồm hai vùng liên bang Phía Nam và Bắc Kavkaz. Từ khi Nga xâm lược Ukraina, Quân khu Nam còn bao gồm cả sáu tỉnh Ukraina bị chiếm đóng bao gồm Krym, Donetsk, Kherson, Lugansk, Sevastopol và Zaporozhye. Tuy nhiên, Quân khu Nam chỉ tham chiến ở khu vực Donetsk (cánh quân Yug) và khu vực Kherson, Zaporozhye (cánh quân Dniepr).

## Cơ cấu

### Lực lượng mặt đất, nhảy dù
Quân khu Nam có 6 tập đoàn quân binh chủng hợp thành và nhiều đơn vị độc lập trực thuộc bộ tư lệnh quân khu. Mỗi tập đoàn quân binh chủng hợp thành thường gồm một vài sư đoàn và lữ đoàn; quy mô tương đương quân đoàn.
- Tập đoàn quân số 3
- Tập đoàn quân số 8
- Tập đoàn quân 18
- Tập đoàn quân 49
- Tập đoàn quân 51
- Tập đoàn quân 58
- Các đơn vị địa phương thuộc bộ tư lệnh quân khu và các địa phương:
  - Căn cứ quân sự 102
  - Sư đoàn tấn công đường không 7.
  - Lữ đoàn đặc nhiệm 10
  - Lữ đoàn đặc nhiệm 22
  - Lữ đoàn đặc nhiệm 346
  - Trung đoàn đặc nhiệm 25
  - Lữ đoàn kỹ thuật vô tuyến đặc nhiệm 154
  - Lữ đoàn tên lửa 40
  - Lữ đoàn tên lửa phòng không 77
  - Lữ đoàn pháo binh tên lửa 439
  - Lữ đoàn Kỹ thuật 11
  - Lữ đoàn Kiểm soát quân sự 175
  - Lữ đoàn thông tin 176
  - Lữ đoàn tác chiến điện tử 19
  - Lữ đoàn bảo vệ bức xạ, hóa học và sinh học 28
  - Lữ đoàn hậu cần 78
  - Lữ đoàn hậu cần 99
  - Lữ đoàn đường sắt 37
  - Lữ đoàn đường sắt 39
  - Trung đoàn sửa chữa và sơ tán 10
  - Tiểu đoàn đường sắt cầu phao 333
  - Trung tâm thông tin không gian địa lý và dẫn đường
  - Trung tâm huấn luyện và sinh tồn trên núi
  - Trung tâm huấn luyện đơn vị quân báo 54
  - Trung tâm đào tạo thứ 415 (đào tạo chuyên gia cấp dưới)
  - Trung tâm huấn luyện quân đội đường sắt 27

### Lực lượng hàng không vũ trụ
- Tập đoàn quân Phòng không - Không quân Cận vệ 4

## Tư lệnh
- Thựong tướng Aleksandr Viktorovich Galkin (12/2010 – 6/2016)
- Thựong tướng (sau lên Đại tướng) Aleksandr Vladimirovich Dvornikov (9/2016 – 1/2023)[4]
- Thựong tướng Sergey Yuryevich Kuzovlev (1/2023 – 3/2024)
- Thượng tướng Gennady Vladimirovich Anashkin (3/2024 - 5/2024)
- Thượng tướng Alexander Semyonovich Sanchik (5/2024 -11/2024 (Quyền); 11/2024 - nay)

## Tham mưu trưởng - Phó tư lệnh
- Thiếu tướng Nikolai Pereslegin (4/2010 – 10/2013)
- Trung tướng Andrey Nikolaevich Serdyukov (10/2013 – 12/2015)
- Trung tướng Alexander Alexandrovich Zhuravlyov (12/2015 – 3/2017)
- Trung tướng Mikhail Yuryevich Teplinsky (3/2017 – 2/2019)
- Trung tướng (sau đó lên Thượng tướng) Sergey Yuryevich Kuzovlev (2/2019 – 12/2022)